# Orvil Township (Illinois)
Orvil Township est un township du comté de Logan dans l'Illinois, aux États-Unis,.

## Source de la traduction
- (en) Cet article est partiellement ou en totalité issu de l’article de Wikipédia en anglais intitulé « Orvil Township, Logan County, Illinois » (voir la liste des auteurs).